# كلايتون بروف
كلايتون بروف (بالإنجليزية: Clayton Brough)‏ هو أخصائي علم المناخ أمريكي، ولد في 29 مايو 1950 في لوس أنجلوس في الولايات المتحدة.